# Iranotmethis cyanipennis
Iranotmethis cyanipennis är en insektsart som först beskrevs av Henri Saussure 1884.  Iranotmethis cyanipennis ingår i släktet Iranotmethis och familjen Pamphagidae.

## Underarter
Arten delas in i följande underarter:
- I. c. kurdus
- I. c. cyanipes
- I. c. cyanipennis